# Didier Lasserre
Didier Lasserre (* 1971 in Bordeaux) ist ein französischer Jazz- und Improvisationsmusiker (Schlagzeug, Komposition).

## Leben und Wirken
Lasserre begann mit sechzehn Jahren Schlagzeug zu spielen, um „etwas anderes“ zu leben. Nachdem er in der örtlichen Musikschule einige Schlagzeug-Grundlagen gelernt hatte, versuchte er im Wesentlichen autodidaktisch, seine eigene Stimme zu finden, die auf einem poetischen Ansatz basiert.
Seit Mitte der 1990er Jahre ist Lasserre im Free Jazz und in der Improvisationsmusik tätig. Alben veröffentlichte er mit Gruppen wie 3 Rocks & a Sock, dem Trio von Abdelhaï Bennani, dem Free Unfold Trio, Hors Ciel, Noise Poetry, Nuts, Sangliers, Snus, Trio de Batterie, Trouble Kaze, Un und unter eigenem Namen (La Mémoire). Im Trio mit Daunik Lazro und Benjamin Duboc entstanden ab 2010 Alben wie Pourtant les cimes des arbres oder Sens Radiants, mit Raymond Boni das Duoalbum Soft Eyes (2016).  Weiterhin arbeitete er mit Musikern wie Beñat Achiary, Jean-Luc Guionnet, Seijiro Murayama, Steve Dalachinsky, Joëlle Léandre, Michel Doneda, Mathias Pontévia, Niklas Barnö, Joel Grip, Jobic Le Masson, Alan Silva, Edward Perraud, Sylvain Guérineau, Eric Zinman, Jean-Luc Cappozzo (Garden(s), 2017), Itaru Oki, Rasul Siddik, Peter Orins und Christine Wodrascka.
Von 2017 bis 2020 war Lasserre assoziierter Künstler des Théâtre des Quatre Saisons in Gradignan. Mit einem Stipendium des Office Artistique de la Région Nouvelle Aquitaine entstand sein Werk Silence Was Pleased, das 2022 bei Ayler Records als Album erschien.
Lasserre gründete 2003 zusammen mit Mathieu Immer das Label Amor fati. In seinen Arbeiten bezog er auch andere Medien wie Film, Foto oder Skulpturen ein. Seit 2011 unterrichtete er zudem Improvisation am IREM in Bordeaux.